# Glamscure
glamscure（グラムスキュア）は、日本のヴィジュアル系ロックバンド。2015年に結成。

## 解説
バンド名の由来は「glamorous」(魅惑的)と「obscure」(暗い)を合わせた造語。

「触れたくない心の闇を表現する」をテーマに暗さの中の華やかさ、歪んだ中の美しさなど、独特かつダークな世界観を魅せる中に、ロマンティックで聴きやすいメロディで歌をメインに押し出している。

聴いた人の感情を刺激し想いを共感し合えるモノづくりを意識している。「ヴィジュアル系とは何か？」をコンセプトに本物のヴィジュアル系を探し、「ドラマチックロマンティック」を表現している。

## メンバー
- Vocal：ケイオス （元クオリア、元Insanity Injection）
4月29日生まれ。イタリア出身。[2]
デザイン、作詞担当。
- Guitar：ハルイ （元un）
2月16日生まれ。千葉県出身。[3]
作曲、作詞、編曲担当。
- Bass：祈〜いのり〜 （現Mercuro、現…。【サイレンス】）
5月25日生まれ。[4]

## 歴史
2015年
- 4月23日 高田馬場AREAでのライブイベントから、正式に活動開始。
- 12月23日 1st single 「subliminal」発売。
- 12月29日 初の主催イベント「melancholic blood baby vol.1」を池袋手刀で開催。

2016年
- 4月23日 一周年記念主催イベント「melancholic blood baby vol.2」を池袋RUIDO K3で開催。
- 5月25日 2nd single 「downfall and nemesis」発売

2017年
- 2月16日 主催3マンイベント「三界の首枷」を東高円寺二万電圧で開催。
- 4月13日 1st album 「shadowscapes」発売。発売記念主催イベント「異形の影絵」を池袋手刀で開催。
- 4月23日 主催2マンイベント「禁断ノ果実」を東高円寺二万電圧で開催。
- 6月16日 初の単独公演「事実は小説よりも奇なり」を東高円寺二万電圧で開催。

2018年
- 2月7日 2nd single 「Succubus≒incubuS」発売
- 2月16日 主催イベント「melancholic blood baby vol.3」をZirco Tokyoで開催。
- 4月23日 主催イベント「melancholic blood baby vol.4」を池袋EDGEで開催。
- 5月25日 主催イベント「melancholic blood baby vol.5」を池袋手刀で開催。
- 7月18日 オムニバスアルバム「魔女狩り#1」発売。
- 12月9日 会場限定シングル「ケ・セラ・セラ」発売。

2019年
- 4月22日 会場限定シングル「Baptisma」発売。4周年記念主催イベント「Cerimonia」(チェリモニア)」を池袋手刀で開催。
- 5月29日 主催イベント「池袋お化け屋敷」を池袋手刀で開催。
- 11月17日 会場限定シングル「Gloria」発売。主催イベント「merriment」を巣鴨獅子王で開催。

2020年
- 12月25日 主催3マンイベント「Silent Night Dream」を池袋手刀で開催。

2021年
- 2月17日 主催2マンイベント「コメの妖精 ハルイ収穫祭」を池袋手刀で開催。
- 4月23日 結成6周年、ケイオス生誕祭2マンイベント『禁断ノ果実～第二戯曲～』を池袋手刀で開催。
- 5月28日 祈〜いのり〜生誕祭主催イベント「#いのり誕2021 『五月人形、いのりの日』」を池袋手刀で開催。

2022年
- 2月16日 ハルイ聖誕祭主催イベント「炭水化物の鬼」を池袋手刀で開催。

2023年
- 10月25日 活動再開単独公演「華麗なる復活劇」を池袋手刀で開催。

2024年
- 2月17日 ハルイ聖誕祭主催イベント「Fetipia」を池袋手刀で開催。
- 4月23日  結成9周年、ケイオス＆祈〜いのり〜合同聖誕祭イベント「Compleanno -Auguri Stellari-」を池袋手刀で開催。
- 7月27日 ミニアルバム「Camera Obscura」発売

## 作品

### シングル
| 発売日                                     | タイトル             | 規格    | 備考                             |
| ------------------------------------------ | -------------------- | ------- | -------------------------------- |
| (通販) 2015年4月23日 (店頭) 2015年12月23日 | subliminal           | 12cm CD | ヴィジュアル系専門店にて限定発売 |
| 2016年5月25日                              | downfall and nemesis | 12cm CD | ヴィジュアル系専門店にて限定発売 |
| 2018年2月7日                               | Succubus≒incubuS     | 12cm CD |                                  |

### アルバム
| 発売日        | タイトル       | 規格        | 備考         |
| ------------- | -------------- | ----------- | ------------ |
| 2017年4月13日 | shadowscapes   | 12cm CD+DVD |              |
| 2024年7月27日 | Camera Obscura | 12cm CD     | ミニアルバム |

### 会場限定シングル
| 発売日         | タイトル               | 規格           | 備考                                                              |
| -------------- | ---------------------- | -------------- | ----------------------------------------------------------------- |
| 2015年6月10日  | fruitless (KALM Remix) | ダウンロード券 | KALM(元VELVET EDEN)によるリミックス。池袋手刀にて配布             |
| 2015年12月29日 | evil-minded            | 12cm CD-R      | 池袋手刀にて配布                                                  |
| 2017年4月23日  | 禁断ノ果実             | 12cm CD-R      | La'veil MizeriAとのカップリングシングル。東高円寺二万電圧にて販売 |
| 2017年6月16日  | 朽ちるがままに         | 12cm CD-R      | 東高円寺二万電圧にて配布                                          |
| 2018年12月9日  | ケ・セラ・セラ         | 12cm CD-R      |                                                                   |
| 2019年4月22日  | Baptisma               | 12cm CD-R      | KALM(元VELVET EDEN)による編曲                                     |
| 2019年11月17日 | Gloria                 | 12cm CD-R      |                                                                   |
| 2021年4月23日  | 禁断ノ果実〜第二戯曲〜 | 12cm CD-R      | La'veil MizeriAとのカップリングシングル。池袋手刀にて販売         |
| 2023年10月25日 | 切ないは異説           | 12cm CD-R      | 池袋手刀にて配布                                                  |

### オムニバス
| 発売日        | タイトル   | 参加曲 | 規格    | 備考 |
| ------------- | ---------- | ------ | ------- | ---- |
| 2018年7月18日 | 魔女狩り#1 | voices | 12cm CD |      |

## 資料
1. ↑   - CROSS CAT バンドプロフィール ・2018年8月7日閲覧。
2. ↑   - ケイオス 公式ツイッター ・2018年8月7日閲覧。
3. ↑   - ハルイ 公式ツイッター ・2018年8月7日閲覧。
4. ↑   - 祈〜いのり〜 公式ツイッター ・2018年8月7日閲覧。